# Brianna McNeal
Pour les articles homonymes, voir Rollins.
Brianna McNeal (née Rollins le 18 août 1991 à Miami) est une athlète américaine, spécialiste du 100 mètres haies, championne du monde en 2013 à Moscou et championne olympique en 2016 à Rio.

## Biographie

### Championne du monde (2013)
Étudiante à l'Université de Clemson, elle remporte en juin 2013 le titre du 100 m haies des championnats NCAA, à Eugene. Elle améliore son record personnel dès les demi-finales en 12 s 47, et porte ce record à 12 s 39 (+1,7 m/s) en finale, signant à cette occasion la meilleure marque mondiale de l'année. Cette performance fait d'elle la quatrième athlète américaine la plus rapide de tous les temps sur la distance. Elle participe aux championnats des États-Unis de Des Moines et signe le temps de 12 s 30 en demi-finale avec un vent supérieur à la limite autorisée de 2,8 m/s. En finale, Rollins s'impose en 12 s 26 (+1,2 m/s), devant Queen Harrison et Nia Ali. Elle améliore à cette occasion le record d'Amérique du Nord, d'Amérique centrale et des Caraïbes et le record des États-Unis détenus depuis 2000 par Gail Devers (12 s 33), et effectue la troisième meilleure performance mondiale de tous les temps, derrière celles des Bulgares Yordanka Donkova (12 s 21) et Ginka Zagorcheva (12 s 25), à égalité avec la Suédoise Ludmila Engquist. Elle écarte du même coup Kellie Wells et Lolo Jones qui n'iront pas aux Mondiaux de Moscou, prenant respectivement les 4e et 5e places dans une finale à laquelle ne participait pas Dawn Harper, déjà qualifiée en tant que gagnante de la ligue de diamant 2012. À Moscou, Rollins décroche son premier titre mondial en s'imposant en finale dans le temps de 12 s 44 (-0,6 m/s), devant l'Australienne Sally Pearson (12 s 50) et la Britannique Tiffany Porter (12 s 55).

### Championne olympique (2016)
Plus en retrait en 2014, elle revient en 2015 où elle échoue au pied du podium lors des Championnats du monde de Pékin (12 s 67). Le 12 mars 2016, elle devient championne des États-Unis en salle en améliorant son record personnel du 60 m haies (7 s 78) à 7 s 76. Elle devance Kendra Harrison (7 s 77) et Queen Harrison (7 s 83). Le 18 mars 2016, elle devient vice-championne du monde lors des championnats du monde en salle de Portland sur 60 m haies en 7 s 82, derrière Nia Ali (7 s 81) et devant Tiffany Porter (7 s 90). 
Vainqueur des sélections olympiques américaines 2016, son deuxième titre national, elle participe aux Jeux olympiques de 2016, à Rio de Janeiro. Elle y remporte la médaille d'or en s'imposant dans le temps de 12 s 48, devant ses compatriotes Nia Ali et Kristi Castlin.
Le 20 avril 2017, L'USADA, l'agence américaine de lutte contre le dopage, décide de suspendre Brianna Rollins pour une durée de 12 mois à partir du 27 septembre 2016 à la suite de son absence à trois contrôles inopinés (27 avril, 13 et 27 septembre) en 2016. En conséquence, l'Américaine manque les championnats du monde de Londres.

### Retour de suspension (2018)
Le 31 août 2018, Brianna Rollins s'impose lors des finales de la Ligue de diamant sur 100 m haies avec le temps de 12 s 61, juste devant sa compatriote Kendra Harrison (12 s 63). L'Américaine conclut ainsi une belle saison 2018 qui l'a vue remporter trois autres meetings de Ligue de diamant, avec comme meilleure performance un chrono en 12 s 38 à Stockholm le 10 juin. 
L'année suivante, elle termine troisième du 100 m haies des championnats des États-Unis à Des Moines en 12 s 61 (son meilleur chrono de la saison), avant d'être disqualifiée pour faux départ en séries des championnats du monde de Doha le 5 octobre.
Le 20 juillet 2020, à Fort Worth au Texas, elle réalise 16 s 41 sur 150 m, battant ainsi la meilleure performance de tous les temps sur cette distance qui était jusque-là la propriété de la Jamaïcaine Merlene Ottey depuis 1989 (16 s 46).

### Nouvelle suspension de 5 ans (2021)
Le 14 janvier 2021, l'Unité d'intégrité de l'athlétisme (en) (AIU) de la fédération internationale suspend provisoirement McNeal pour « entrave au processus antidopage » sans plus de précisions. L'Américaine est suspendue le 4 juin pour une durée de 5 ans, mais la sanction est provisoirement gelée, en attendant la décision du Tribunal arbitral du sport (TAS), auprès duquel l'athlète a fait appel. En attendant la décision de l'instance, McNeal est autorisée à concourir aux sélections olympiques américaines, lors desquelles elle prend la deuxième place sur 100 m haies en 12 s 51, derrière Kendra Harrison. Finalement, le 2 juillet, le TAS confirme la suspension pour 5 ans (à partir du 15 août 2020) de l'Américaine, qui est donc privée des JO de Tokyo et qui se voit également retirer tous ses résultats entre le 13 février et le 14 août 2020. Dans le même temps, un article du New York Times révèle que McNeal a manqué un contrôle antidopage en janvier 2020 juste après avoir subi un avortement qui l'aurait fortement traumatisé. Selon l'AIU, l'athlète aurait elle-même modifié les dates des documents pour se justifier du contrôle manqué. 

## Palmarès

### International

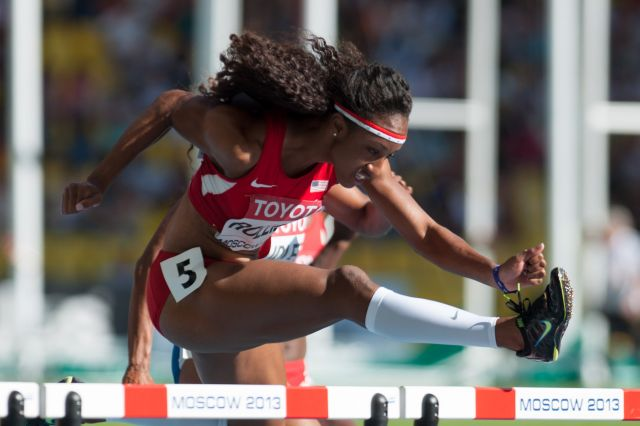
Brianna Rollins lors des championnats du monde 2013.

| Date | Compétition                    | Lieu           | Résultat | Épreuve     | Temps   |
| ---- | ------------------------------ | -------------- | -------- | ----------- | ------- |
| 2012 | Championnats NACAC espoirs     | Irapuato       | 1re      | 100 m haies | 12 s 60 |
| 2013 | Championnats du monde          | Moscou         | 1re      | 100 m haies | 12 s 44 |
| 2015 | Championnats du monde          | Pékin          | 4e       | 100 m haies | 12 s 67 |
| 2016 | Circuit mondial en salle       | N/A            | 3e       | 060 m haies | détails |
| 2016 | Championnats du monde en salle | Portland       | 2e       | 060 m haies | 07 s 82 |
| 2016 | Jeux olympiques                | Rio de Janeiro | 1re      | 100 m haies | 12 s 48 |
| 2018 | Ligue de diamant               | Bruxelles      | 1re      | 100 m haies | 12 s 61 |
| 2019 | Championnats du monde          | Doha           | DQ       | 100 m haies | —       |

### National
- Championnats des États-Unis :
  - Vainqueur du 100 m haies en 2013 et 2016.

## Records
| Épreuve     | Épreuve   | Performance | Lieu       | Date            |
| ----------- | --------- | ----------- | ---------- | --------------- |
| 100 m       | Plein air | 11 s 20     | Long Beach | 29 juin 2019    |
| 100 m haies | Plein air | 12 s 26     | Des Moines | 22 juin 2013    |
| 60 m        | En salle  | 7 s 20      | Houston    | 31 janvier 2020 |
| 60 m haies  | En salle  | 7 s 76      | Portland   | 12 mars 2016    |

### Meilleures performances par année
| Année | Temps   | Date            | Lieu       | Rang Mondial |
| ----- | ------- | --------------- | ---------- | ------------ |
| 2007  | 14 s 45 | 13 avril 2007   | Miami      | -            |
| 2008  | 14 s 23 | 15 avril 2008   | Miami      | -            |
| 2009  | 13 s 83 | 16 avril 2009   | Miami      | 404          |
| 2010  | -       | -               | -          | -            |
| 2011  | 12 s 99 | 23 avril 2011   | Durham     | 48           |
| 2012  | 12 s 70 | 23 juin 2012    | Eugene     | 17           |
| 2013  | 12 s 26 | 22 juin 2013    | Des Moines | 1            |
| 2014  | 12 s 53 | 5 juin 2014     | Rome       | 4            |
| 2015  | 12 s 56 | 17 juillet 2015 | Monaco     | 6            |
| 2016  | 12 s 34 | 8 juillet 2016  | Eugene     | 2            |
| 2017  | -       | -               | -          | -            |
| 2018  | 12 s 38 | 10 juin 2018    | Stockholm  | 2            |
| 2019  | 12 s 61 | 27 juillet 2019 | Des Moines | 10           |